# Estação Babuchkinskaia
Babuchkinskaia (em russo:  Бабушкинская) é uma das estações da linha Kalujsko-Rijskaia (Linha 6) do Metro de Moscovo, na Rússia. Estação «Babuchkinskaia» está localizada entre as estações «Sviblovo» e «Medvedkovo».